# Daniel Callaghan
Daniel Judson Callaghan (San Francisco, 26 luglio 1890 – Guadalcanal, 13 novembre 1942) è stato un ammiraglio statunitense, veterano della prima guerra mondiale  in cui effettuò missioni di scorta ad alcuni convogli nell'Oceano Atlantico navigando a bordo dell'incrociatore protetto New Orleans per poi assumere vari incarichi a terra, culminati nella nomina ad Aiutante navale del Presidente Franklin Delano Roosevelt. Al comando dell'incrociatore pesante San Francisco dal maggio 1941, morì durante la seconda guerra mondiale nelle acque dinanzi all'isola di Guadalcanal nell'Oceano Pacifico, mentre tentava di fermare una squadra navale giapponese diretta a bombardare le postazioni statunitensi sulla terraferma e fu decorato con la Medal of Honor, la massima decorazione militare statunitense.

## Biografia
Nacque il 26 luglio 1890 a San Francisco, California, in una rispettabile famiglia impegnata nel commercio e devotamente cattolica. Fu educato in un primo tempo dai domenicani al St. Elizabeth di Oakland, poi dai gesuiti al college o high school di St. Ignatius.

### Inizio della carriera militare

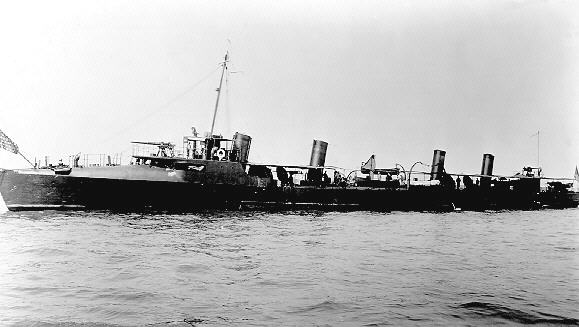
Il cacciatorpediniere Truxtun di cui Callaghan fu dapprima vicecomandante, e poi comandante.

Assegnato all'Accademia Navale degli Stati Uniti dello Stato della California, si diplomò nel 1911 con la nomina a guardiamarina, trentottesimo in un corso di 193 allievi tra i quali c'era anche Norman Scott: Callaghan si presentò quindi a bordo dell'incrociatore corazzato California e fu promosso nel marzo 1912 a ensign (equivalente a guardiamarina), venendo messo al comando di una torre armata con cannoni da 203 mm. Trasferito al cacciatorpediniere Truxtun, ebbe la promozione a sottotenente di vascello durante il marzo 1915, per poi assumere il comando effettivo della nave. Circa due anni più tardi, nel novembre 1916, venne spostato sull'incrociatore protetto New Orleans come ufficiale di macchina.

### La prima guerra mondiale e gli anni venti
Il 6 aprile 1917 gli Stati Uniti dichiararono guerra agli Imperi Centrali scendendo attivamente nel conflitto mondiale a fianco delle forze dell'Intesa: vista la situazione straordinaria Callaghan fu temporaneamente elevato al rango di tenente di vascello a luglio, per poi divenire capitano di corvetta sempre come misura provvisoria un anno dopo. Nel novembre 1918, in seguito alla conclusione vittoriosa del conflitto e al servizio di scorta reso ai convogli in Atlantico, egli fu distaccato presso l'Ufficio Navigazione con sede a Washington e quando tornò in prima linea prestò servizio sulla corazzata Idaho, a bordo della quale vennero confermate le nomine conferitegli in tempo di guerra.
Nel maggio 1923 Callaghan iniziò un periodo di servizio militare al Board of Inspection and Survey di San Francisco, un'istituzione che si occupava di controllare e garantire l'efficienza delle unità navali statunitensi. Due anni dopo Callaghan fu posto a bordo della nave da battaglia Colorado e in seguito venne trasferito a bordo della pari classe Mississippi.

### Gli anni trenta
Tornato al Board of Inspection, nel giugno 1930 assunse il ruolo di aiutante prima del comandante della Forza delle Navi da Battaglia, poi del comandante in capo della United States Navy: un anno più tardi Callaghan ricevette la promozione a capitano di fregata. Egli indossò poi le vesti di executive officer (XO), corrispondente all'incarico di primo ufficiale, del Naval Reserve Officers Training Corps, l'unità di addestramento degli ufficiali della riserva navale, all'università californiana di Berkeley come parte di un secondo periodo di servizio militare. Completato un breve servizio a bordo dell'incrociatore pesante Portland, divenne l'ufficiale addetto alle operazioni del comandante della forza di incrociatori da pattugliamento. Nel 1938 Callaghan ricevette due importanti promozioni: dapprima a luglio fu nominato aiutante navale del presidente Franklin D. Roosevelt e a ottobre ebbe il grado di capitano. Il ruolo di aiutante navale del presidente fu invero non bene accetto da Callaghan, perché arrivava in un momento della sua carriera che richiedeva il comando di grandi unità per avanzare nella gerarchia, e non incarichi diplomatici a terra. Nonostante il disappunto e l'angustia derivate dalla sua posizione, Callaghan s'impegnò nelle sue funzioni e dette il proprio supporto sia alla progettazione, sia all'installazione dei cannoni antiaerei Bofors da 40 mm sulle navi da guerra.

### La seconda guerra mondiale e la morte

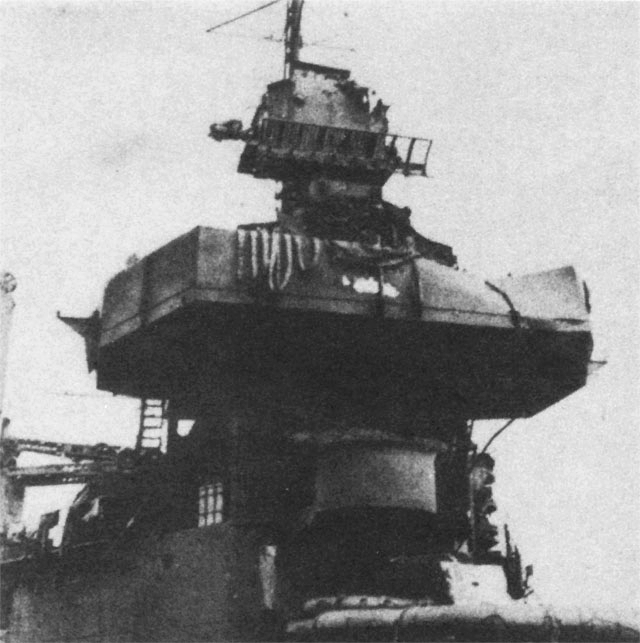
Le postazioni di controllo della parte posteriore della nave, sopra la torre poppiera, devastate dal tiro giapponese durante la battaglia navale di Guadalcanal

Nel maggio 1941, quando la seconda guerra mondiale era già in corso da quasi due anni, il capitano Callaghan assunse il comando dell'incrociatore pesante San Francisco. Non presente nella grande base navale di Pearl Harbor durante l'attacco giapponese, nell'aprile 1942 venne investito del grado di retroammiraglio e fu nominato capo di stato maggiore dell'ammiraglio Robert Ghormley, che rimosso in fretta dal posto di addetto navale a Londra era divenuto comandante navale statunitense nel teatro del Sud Pacifico. Secondo una fonte egli era ancora al comando della San Francisco quando l'incrociatore supportò le prime ondate di Marines sbarcate su Guadalcanal il 7 agosto 1942, divenendo sottoposto di Ghormley solo dopo quest'azione bellica. Alcuni mesi dopo il disastro della battaglia dell'isola di Savo, però, Ghormley venne sostituito dal dinamico viceammiraglio William Halsey, che pose nuovamente Callaghan al comando del San Francisco.
Posto a capo del Task Group 67.4, parte della più vasta Task Force 67 del contrammiraglio Richmond Turner, Callaghan all'inizio del mese di novembre scortò con due incrociatori e tre cacciatorpediniere un gruppo di quattro trasporti, che il 12 novembre sbarcarono sull'isola di Guadalcanal una parte del 182º reggimento appartenente alla 38ª divisione. Dopo aver coperto lo scarico di altre navi svoltosi per tutto il giorno 12, Callaghan seguì i trasporti fino al largo e poi si portò a nord-ovest di Guadalcanal iniziando il pattugliamento in linea di fila: da mezzanotte circa si verificarono avvistamenti di navi giapponesi e alle 01:50 la battaglia esplose violenta e si fece confusa poiché le navi statunitensi ebbero problemi di comunicazione e i due schieramenti, lanciati entrambi ad alta velocità, si erano mischiati. Mentre dirigeva come meglio riusciva la sua squadra dal ponte dell'incrociatore San Francisco, Callaghan diresse il tiro contro la nave da battaglia Hiei ma l'ammiraglia fu cannoneggiata dalla corazzata Kirishima; durante questo drammatico momento, Callaghan e quasi tutto il suo Stato maggiore furono uccisi dal cacciatorpediniere Amatsukaze, che mitragliò le strutture della nave statunitense mentre le passava molto vicino. Un'altra fonte afferma che Callaghan rimase mortalmente ferito a causa dei proietti delle due corazzate nipponiche: spirò in poco tempo con la battaglia ancora in corso, ma le sue azioni iniziali contribuirono a rendere lo scontro costoso anche per i suoi avversari.
Il retroammiraglio Daniel J. Callaghan venne decorato postumo con la Medal of Honor assieme ad altri tre membri dell'equipaggio. Poiché il suo corpo non venne recuperato, il suo nome è inciso sul Wall of the Missing nelle Filippine, opera voluta dall'American Battle Monuments Commission. In suo ricordo vennero varati due cacciatorpediniere: lo USS Callaghan (DD-792) della classe Fletcher, in servizio tra il 1943 e il 28 luglio 1945 ed ultima nave Alleata affondata da un kamikaze, e lo USS Callaghan (DDG-994) della Classe Kidd, attivo dal 1981 al 1998.